# دکستر (فصل ۲)
فصل دوم سریال دکستر از ۳۰ سپتامبر ۲۰۰۷ آغاز و در ۱۶ دسامبر ۲۰۰۷ به اتمام رسید. قسمت اول این فصل با ۱.۰۱ میلیون بیننده در آمریکا، دکستر را به اولین سریال شبکه شوتایم تبدیل کرد که قسمت اول آن بیش از یک میلیون بیننده دارد.

## داستان
از این فصل به بعد، داستان سریال دیگر اقتباسی از مجموعه کتاب‌های دکستر نیست. پس از گذشت یک ماه از کشتن برایان، به علت زیرنظربودن توسط گروهبان جیمز دوکس و همچنین هم‌خانه شدن با دبرا به منظور بهبود از تجربه ناخوشایند رابطه با «قاتل کامیون یخچال‌دار»، دکستر هنوز قادر به کشتن کسی نشده است. دکستر متوجه می‌شود که حتی اگر شرایط فراهم باشد، به علت احساس گناه از کشتن برادر خودش (برایان)، او دیگر توانایی و قدرت سابق را ندارد.
ریتا بعد از پیدا کردن شواهدی که نشان دهنده پاپوش درست کردن دکستر برای به زندان برگرداندن پال (همسر سابق ریتا) بود، به صداقت و اعتمادپذیری دکستر مشکوک شده‌است. پس از مرگ پال در یک دعوا در زندان، ریتا بدگمانی خود را با دکستر مطرح می‌کند. دکستر اعتراف می‌کند که این کار را کرده است، اما به صورت یک عمل ناخودآگاه و برای دفاع از ریتا و فرزندانش. اما به علت همراه داشتن هروئین و دانش دکستر در میزان مصرف دقیق آن برای فرستادن پال به زندان، ریتا به این نتیجه می‌رسد که دکستر نیز همانند پال یک معتاد است و این اعتیاد توجیه کننده رفتار عجیب و غیبت‌های گاه‌به‌گاه دکستر است. دکستر اقرار می‌کند که یک اعتیاد دارد (اما مشخص نمی‌کند که به چه چیزی) و قول می‌دهد که با پیوستن به انجمن معتادان گمنام برای ترک کردن اقدام کند. او در آنجا با لایلا تورنِی آشنا می‌شود و لایلا پیشنهاد می‌دهد در مراحل ترک حامی دکستر باشد.
غواصانی به طور اتفاقی در زیر آب با محل تجمع جنازه قربانیان دکستر برخورد و کیسه‌های حاوی اجزای بدن مقتولان را پیدا می‌کنند. با توجه به این که این تعداد بالا از جنازه‌ها کار یک قاتل زنجیره‌ای است، رسانه‌ها او را «قصاب بندرگاه بِی» نام‌گذاری می‌کنند. پس از آن که آشکار می‌گردد قربانیان این پرونده همگی قاتل و جنایتکار بوده‌اند، مردم از قصاب بندرگاه بِی حمایت می‌کنند. این پرونده حتی منجر به ایجاد یک ابر قهرمان در کتاب‌های کمیک به نام «مدافع تاریک» می‌شود. برای بازبینی و حل این پرونده، یک تیم ویژه اف‌بی‌آی با رهبری مامور ویژه، فرانک لاندی، به میامی اعزام می‌شود. در حین همکاری با اداره پلیس میامی، لاندی تعدادی از پلیس‌های این اداره را وارد تیم خود می‌کند که یکی از آن‌ها دبرا است. با گذر زمان لاندی و دبرا وارد یک رابطه عاطفی می‌شوند.
دکستر برای آنکه به عنوان قصاب بندرگاه بِی شناسایی نشود، مکان جدیدی را برای رها کردن جنازه قربانیانش پیدا می‌کند؛ جایی که جریان آب جسدها را به اقیانوس اطلس هدایت می‌کند. او همچنین مدارک پرونده را دستکاری می‌کند و با خراب‌کردن دستگاه خنک کننده، باعث فساد اجساد قربانیان در مرکز پلیس می‌شود. با این وجود، تحقیقات لاندی، توجه‌اش را به سمت افرادی که سوابق همکاری با پلیس دارند، معطوف می‌کند. دکستر حس گناهش در مورد کشتن برایان را فراموش می‌کند و مجدداً کشتن را آغاز می‌کند. دکستر بعداً متوجه می‌شود که علت مرگ مادر بیولوژیکی‌اش به دست قاچاقچیان مواد مخدر این بوده است که لورا به عنوان خبرچین محرمانه با هری مورگان همکاری می‌کرده است و به علاوه با او رابطه عاشقانه نیز داشته است. همچنین دکستر متوجه می‌شود که هری به صورت طبیعی نمرده است و علت مرگش مصرف آگاهانه بیش از حد دارو بوده است.
جیمز دوکس از گناه‌کاری دکستر مطمئن می‌شود و این موضوع را رودررو با او مطرح می‌کند. دکستر با هوشمندی، کاری می‌کند که دوکس در اداره و جلوی سایر پلیس‌ها او را بزند و به همین دلیل از شغلش به عنوان گروهبان، به حالت تعلیق دربیاید. 
رابطه دکستر و لایلا، هنگامی که او به دکستر نشان می‌دهد که چگونه خودِ واقعیش را قبول کند، جدی‌تر می‌شود. زمانیکه ریتا متوجه می‌گردد دکستر و لایلا یک شب را با یکدیگر در هتل سپری کرده‌اند، رابطه‌اش را با دکستر قطع می‌کند؛ اگرچه تا این لحظه رابطه جدی بین دکستر و لایلا برقرار نشده است. پس از جدایی، دکستر برای اولین بار با لایلا همبستر می‌شود. کمی بعد، هنگامی که لایلا برای جلب توجه دکستر، خانه خودش را آتش می‌زند، دکستر متوجه می‌شود که او جنون آتش‌افروزیه بیمار گونه دارد. در ادامه دکستر از رابطه‌اش با لایلا دست می‌کشد و به علت علاقه قلبی به ریتا و فرزندانش، استر و کدی، به رابطه با آن‌ها بازمی‌گردد. لایلا که به صورت وسواس‌گونه‌ای به دکستر علاقه دارد، خشمگین می‌شود و دکستر را زیر نظر می‌گیرد؛ همچنین با همکار او، انجل باتیستا وارد رابطه می‌شود. دکستر به انجل هشدار می‌دهد که لایلا قابل اعتماد نیست، اما انجل که در زندگی شخصی دچار مشکلاتی است و دوران سختی را می‌گذراند بی‌توجهی می‌کند. بعدتر، لایلا برای انجل پاپوش تجاوز جنسی درست می‌کند و به دکستر می‌گوید که اگر به رابطه با او بازگردد، از شکایتش نسبت به انجل صرف‌نظر می‌کند. دکستر با تحقیق در مورد لایلا متوجه می‌شود که نام حقیقی او لایلا وِست است، سابقه جرم دارد و به صورت غیرقانونی در آمریکا زندگی می‌کند. دکستر با تهدید لایلا به اخراج شدن از کشور، از او می‌خواهد میامی را ترک کند.
دکستر مردانی که در کانتینر مادرش را کشتند شناسایی می‌کند. یکی مرده است، یکی در زندان است و یک نفر از آن‌ها به نام هیمِنِز زنده و آزاد است. دکستر هیمنز را تعقیب می‌کند و آن را در محل زندگیش در یک کابین در جایی خلوت اطراف باتلاق‌های میامی می‌یابد و می‌کشد. دکستر پیش از آنکه بتواند جنازه هیمنز را طبق روال همیشگی تکه‌تکه و در آب رها کند فرا خوانده می‌شود و با توجه به متروک بودن محل، موقتاً جنازه را آنجا رها می‌کند. در هنگام بازگشت به کابین، دوکس او را تعقیب می‌کند و در محل با او روبرو می‌شود. پس از یک درگیری، دکستر موفق می‌شود دوکس را در یک قفس داخل کابین زندانی کند و به او اعتراف می‌کند که قصاب بندرگاه بِی است. دکستر می‌تواند با کشتن دوکس پرونده را ببندد و به عنوان قصاب بندرگاه شناسایی نشود؛ اما از طرفی دوکس با معیارهای «کد» همخوانی ندارد. دکستر برای آماده‌کردن هیمنز به منظور رها سازی در اقیانوس، روبروی چشمان دوکس، جنازه را تکه‌تکه می‌کند. دوکس از دیدن این صحنه به شدت ناراحت می‌شود و واکنشش دکستر را به یاد واکنش هری پس از دیدن اولین قتل دکستر می‌اندازد. او به ناگهان متوجه می‌شود که علت خودکشی هری، مواجه شدن وی با حقیقتِ فرزندی است که برای کشتن انسان‌ها آموزش داده است. دکستر که به شدت ناراحت است به دوکس می‌گوید که: «من پدرم رو کشتم».
در هنگامی که دکستر به این نتیجه می‌رسد که او باید خودش مسئولیت قتل‌هایش را قبول کند و وجدانش اجازه نمی‌دهد دوکس که بی‌گناه است مجازات شود، لایلا با استفاده از دستگاه جی‌پی‌اس ماشین دکستر، محل کابین را پیدا می‌کند و به‌صورت اتفاقی با دوکس که در آنجا زندانیست، روبرو می‌گردد. دوکس به او می‌گویید که دکستر همان قصاب بندرگاه بِی است و از لایلا کمک می‌خواهد؛ لایلا اما متوجه راز دکستر شده است و با توجه به علاقه‌اش به دکستر تصمیم می‌گرد با کشتن دوکس به دکستر کمک کند. او کپسول گاز دورن کابین را باز کرده و شعله اجاق گاز را نیز روشن می‌کند. دوکس موفق به فرار نمی‌شود و در انفجارِ حاصله می‌میرد. تیم تحقیقاتی با پیدا کردن جنازه سوخته دوکس در کنار جنازه هیمنز و سایر لوازم درون کلبه و مدارک قبلی، یقین پیدا می‌کند که دوکس قطعاً قصاب بندرگاه بِی است و این پرونده رسماً بسته می‌شود.
لایلا به دکستر اعتراف می‌کند که دوکس را برای کمک به دکستر کشته است. حالا لایلا یک قاتل است و با «کد» دکستر همخوانی دارد. به علاوه برای زندگی شخصی دکستر یک خطر حساب می‌شود، بنابراین دکستر تصمیم به کشتن او می‌گیرد. لایلا متوجه می‌شود و استر و کدی را گروگان می‌گیرد. در این زمان دبرا که تصمیم به ترک میامی همراه با لاندی گرفته بود، به علت نیازمند بودن دکستر و فرزندان ریتا به کمک، از پرواز باز می‌ماند و به کمک برادرش می‌رود. لایلا دکستر را نیز به خانه می‌کشد و با آتش زدن خانه و اطمینان از حضور استر، کدی و دکستر در خانه، محل را ترک می‌کند. دکستر اما ابتدا فرزندان و سپس خودش را نجات می‌دهد و همزمان دبرا نیز به محل می‌رسد و تصمیم می‌گیرد رابطه با لاندی را قطع کند و در میامی بماند.
در انتهای فصل، دکستر با تعقیب لایلا در پاریس، او را می‌کشد و علاوه بر انتقام دوکس، مطمئن می‌شود که هیچ فرد زنده‌ای از راز او آگاه نیست.

## بازیگران

### بازیگران اصلی
- مایکل سی هال در نقش دکستر مورگان
- جولی بنز در نقش ریتا بنت
- جنیفر کارپنتر در نقش دبرا مورگان
- اریک کینگ در نقش جیمز دوکس
- سی اس لی در نقش وینس ماسوکا
- لورین ولز در نقش ماریا لاگوئرتا
- دیوید زایاس در نقش انجل باتیستا
- جیمز رمار در نقش هری مورگان

### بازیگران مهمان ویژه
- کیت کارادین در نقش فرانک لاندی
- جیمی موری در نقش لایلا وست، شناخته‌شده به عنوان لایلا تورنِی

### بازیگران متناوب
- کریستینا رابیتون در نقش استرک بنت
- پرستون برک در نقش کدای بنت
- دومینیکس جینگز و ماکسول هاکوبی در نقش دکستر مورگان جوان
- جف پیرسون در نقش تام متیو
- کریستیان کامارگو در نقش رودی کوپر
- مارک پلگرینو در نقش پال کسبنتو